# Seznam hokejových reprezentací
Seznam hokejových reprezentací - příslušnost k divizím před zahájením sezóny 2025.

## Elitní skupina
| Stát       | Hráči na MS a ZOH | Web                   |
| ---------- | ----------------- | --------------------- |
| Česko      | Zde               | Web                   |
| Dánsko     | Zde               | Web                   |
| Finsko     | Zde               | Web                   |
| Francie    | Zde               | Web                   |
| Kanada     | Zde               | Web                   |
| Kazachstán | Zde               | Web                   |
| Lotyšsko   | Zde               | Web                   |
| Maďarsko   | Zde               | Web                   |
| Německo    | Zde               | Web                   |
| Norsko     | Zde               | Web                   |
| Rakousko   | Zde               | Web                   |
| Slovensko  | Zde               | Web                   |
| Slovinsko  | Zde               | Web[nedostupný zdroj] |
| Švédsko    | Zde               | Web                   |
| Švýcarsko  | Zde               | Web                   |
| USA        | Zde               | Web                   |

## 1. divize

### Skupina A
| Stát               | Hráči na MS a ZOH | Web |
| ------------------ | ----------------- | --- |
| Itálie             | Zde               | Web |
| Japonsko           | Zde               | Web |
| Polsko             | Zde               | Web |
| Rumunsko           | Zde               | Web |
| Spojené království | Zde               | Web |
| Ukrajina           | Zde               | Web |

### Skupina B
| Stát        | Hráči na MS a ZOH | Web                                             |
| ----------- | ----------------- | ----------------------------------------------- |
| Čína        | Zde               | Web Archivováno 7. 4. 2014 na Wayback Machine.  |
| Estonsko    | Zde               | Web                                             |
| Chorvatsko  | Zde               | Web                                             |
| Jižní Korea | Zde               | Web Archivováno 25. 7. 2019 na Wayback Machine. |
| Litva       | Zde               | Web                                             |
| Španělsko   | Zde               | Web                                             |

## 2. divize

### Skupina A
| Stát                    | Hráči na MS a ZOH | Web  |
| ----------------------- | ----------------- | ---- |
| Austrálie               | Zde               | Web  |
| Belgie                  | Zde               | Web  |
| Izrael                  | Zde               | Web  |
| Nizozemsko              | Zde               | Web  |
| Spojené arabské emiráty | Zde               | Web  |
| Srbsko                  | Zde               | není |

### Skupina B
| Stát        | Hráči na MS a ZOH | Web |
| ----------- | ----------------- | --- |
| Bulharsko   | Zde               | Web |
| Gruzie      | Zde               |     |
| Island      | Zde               | Web |
| Nový Zéland | Zde               | Web |
| Thajsko     |                   | Web |
| Tchaj-wan   |                   | Web |

## 3. divize

### Skupina A
| Stát                | Hráči na MS a ZOH | Web                                              |
| ------------------- | ----------------- | ------------------------------------------------ |
| Bosna a Hercegovina |                   | Web Archivováno 18. 12. 2020 na Wayback Machine. |
| JAR                 | Zde               | Web                                              |
| Kyrgyzstán          |                   | Web                                              |
| Lucembursko         | Zde               | Web                                              |
| Turecko             | Zde               | Web                                              |
| Turkmenistán        | [Zde]             |                                                  |

### Skupina B
| Stát          | Hráči na MS a ZOH | Web                                             |
| ------------- | ----------------- | ----------------------------------------------- |
| Filipíny      | [Zde]             | Web                                             |
| Hongkong      | Zde               | Web Archivováno 30. 3. 2013 na Wayback Machine. |
| Mexiko        | Zde               |                                                 |
| Mongolsko     | [Zde]             | [Web]                                           |
| Severní Korea | Zde               |                                                 |
| Singapur      |                   | Web                                             |

## 4. divize
| Stát       | Hráči na MS a ZOH | Web |
| ---------- | ----------------- | --- |
| Arménie    | [Zde]             |     |
| Indonésie  | [Zde]             | Web |
| Írán       | [Zde]             |     |
| Kuvajt     | [Zde]             |     |
| Malajsie   | [Zde]             | Web |
| Uzbekistán | [Zde]             |     |

## Neúčastní se Mistrovství světa

### Development cup
- Argentina - Web
- Brazílie - není
- Irsko - Web
- Kolumbie - není
- Portugalsko - není
- Řecko - Web
- Makedonie - Web Archivováno 26. 10. 2021 na Wayback Machine. (2018)
- Andorra - Web (2022)
- Lichtenštejnsko - Web (2023)

### IIHF Challenge Cup of Asia a Asijské zimní hry
- Bahrajn - není
- Indie - Web
- Katar - není
- Macao - Web
- Omán - Web Archivováno 16. 6. 2013 na Wayback Machine.

### Panamerický turnaj a Amerigol Latam Cup
- Falklandy
- Chile
- Jamajka - Web
- Portoriko
- Venezuela - Web

### Arabský pohár
- Alžírsko - Web
- Egypt
- Libanon - není
- Maroko - Web
- Saúdská Arábie - není
- Tunisko - Web

### Neaktivní v soutěžích IIHF
- Ázerbájdžán - není
- Moldavsko - není
- Nepál - není

### Dočasně vyloučeni z IIHF
- Bělorusko - Zde - Web
- Rusko - Zde - Web .

## Bývalé národní týmy
- Anglie – Web Archivováno 13. 5. 2015 na Wayback Machine.
- Baskicko - Web
- Čechy
- Čechy a Morava
- Československo
- Jugoslávie
- Katalánsko - Web
- NDR
- NSR
- Společenství nezávislých států
- Saint Pierre a Miquelon – Web
- Skotsko – Web
- Sovětský svaz
- Srbsko a Černá Hora